# Malizia-Seaexplorer
Die Malizia-Seaexplorer (auch Malizia III) ist die neueste Hochseesegelyacht des Team Malizia. Die Yacht der Klasse Open 60 ist die Nachfolgerin der Seaexplorer.

## Allgemeines
Entworfen wurde die Yacht von Boris Herrmann mit seinen Erfahrungen aus der Teilnahme an der Vendée Globe 2020/21 und der französischen Firma VPLP-Design mit ihrem technischen Knowhow. Gemeinsam mit dem Malizia-Team wurde die Yacht von Multiplast, einem Spezialisten für kohlenstofffaserverstärkten Kunststoff, im bretonischen Vannes gebaut. Der Stapelhub erfolgte am 19. Juli 2022 im Hafen von Lorient und getauft wurde die Yacht am 6. September 2022 am Hamburger Sandtorkai.

## Regatten

### Route du Rhum 2022
Am 9. November 2022 startete Boris Herrmann vor Saint-Malo einhand zur Route du Rhum und erreichte Pointe-à-Pitre am 24. November nach 14 Tagen, 15 Stunden und 22 Minuten.

### The Ocean Race 2023
Am 15. Januar 2023 startete Boris Herrmann als Skipper mit einer vierköpfigen internationalen Crew, darunter ein Onboard-Reporter vor Alicante zum 14. Ocean Race. Die erste Etappe zu den Kap Verden schlossen sie mit dem 3. Platz ab. Bei der 2. Etappe nach Kapstadt wurden sie 4. Das Team gewann die 3. Etappe von Kapstadt (Südafrika) nach Itajaí (Brasilien) mit einer Zeit von 34 Tagen, 17 Stunden und 10 Minuten. Am 10. Mai 2023 holt die Malizia-Seaexplorer, unter dem englischen Skipper Will Harris, den 2. Platz auf der 4. Etappe von Itajai nach Newport (USA). Im 5. Leg von Newport (USA) nach Aarhus (Dänemark), wieder unter Boris Herrmann als Skipper, belegte das Team den 3. Platz, mit einer gesegelten Zeit von 7 Tagen, 13 Stunden, 12 Minuten und 50 Sekunden, nur 5 Minuten nach der zweitplatzierten Holzim-PRB. Die 6. Etappe von Aarhus über die Wendemarke in Kiel nach Den Haag schlossen sie das Rennen, nachdem sie in Kiel schon weit zurück gelegen hatten, nach einer Aufholjagd mit nur 1:20 min Abstand als 3. ab. Das 7. und letzte Leg des Ocean Race 2022/23 gewann das Team Malizia auf der Malizia-Seaexplorer schließlich mit einer gesegelten Zeit von 11 Tagen 19 Stunden 02 Minuten und 51 Sekunden. Im Gesamtklassement belegte das Team abschließend den 3. Platz. Die insgesamt über alle Legs gesegelte Zeit war mit 97 Tagen 12 Stunden 32 Minuten und 16 Sekunden die schnellste Zeit aller Teilnehmer des The Ocean Race 2022/23.

### Vendée Globe 2024/25
Am 10. November 2024 startete Boris Herrmann zur 10. Vendée Globe.

## Segelrekorde
Am 27. Mai 2023 stellte das Boot auf der 5. Etappe des Ocean Race 2022/23 von Newport nach Aarhus mit 641,13 Meilen (1187,37 km) in 24 Stunden einen neuen Rekord für Einrumpfsegelyachten auf und überbot damit den kurz vorher vom Team Holcim-PRB verbesserten Rekord von 640,91 Meilen (1186,97 km). Dieser Rekord ist von der Ocean Race-Regattaleitung bestätigt, muss aber noch vom World Sailing Speed Council ratifiziert werden. Eine Bestätigung durch das World Sailing Speed Council erfolgte nicht, da der kurz zuvor vom Team Holcim-PRB aufgestellte Rekord um weniger als eine Seemeile überboten wurde (Regel 26.4 der WSSR).